# Ryan Anderson (basketballer, 1992)
Ryan James Anderson (Lakewood, 4 december 1992) is een Amerikaans voormalig basketballer.

## Carrière
Anderson speelde collegebasketbal voor de Boston College Eagles en Arizona Wildcats van 2011 tot 2016. In 2016 werd hij niet gekozen in de NBA draft maar speelde wel voor de Orlando Magic in de NBA summer League. Hij tekende net zoals Gavin Ware waarmee hij samen speelde in de Summer League bij de Antwerp Giants. Het seizoen erop tekende hij voor s.Oliver Würzburg waar hij in november 2017 vertrok. Hij tekende daarop bij KK Pieno žvaigždės in de Litouwse competitie maar zag zijn contract in januari niet verlengd worden.
Voor het seizoen 2018/19 tekende hij in de Amerikaanse NBA G-League voor de Delaware Blue Coats. In het seizoen 2019/20 speelde hij bij het Luxemburgse T71 Dudelange tot in januari 2020 en speelde daarna het seizoen uit bij MBK Mykolajiv in Oekraïne. Hij speelde zijn laatste seizoen bij KK Šiauliai in Litouwen.
Na zijn spelerscarrière werd hij een graduaat-assistent voor de Arizona Wildcats en vanaf 2022 hoofd van recruiting bij de Xavier Musketeers.

## Erelijst
- Belgisch supercup: 2016